# Paraptenodytes antarcticus
Paraptenodytes antarcticus är en utdöd fågel i familjen pingviner inom ordningen pingvinfåglar. Den beskrevs 2002 utifrån fossila lämningar från tidig miocen funna från Argentina.